# Abraxas shensica
Abraxas shensica är en fjärilsart som beskrevs av Eugen Wehrli 1935. Abraxas shensica ingår i släktet Abraxas och familjen mätare. Inga underarter finns listade i Catalogue of Life.